# Gama pulverulenta
Gama pulverulenta är en skalbaggsart som beskrevs av Hermann Burmeister 1855. Gama pulverulenta ingår i släktet Gama och familjen Melolonthidae. Inga underarter finns listade i Catalogue of Life.